# Чемпионат Нидерландов по волейболу среди женщин
Чемпионат Нидерландов по волейболу среди женщин — ежегодное соревнование женских волейбольных команд Нидерландов. Проводится с 1948 года.
Соревнования проводятся в четырёх дивизионах — Эредивизионе, дивизионах А и B. Организатором чемпионатов является Волейбольный союз Нидерландов (Nederlandse Volleyball Bond — NeVoBo).

## Формула соревнований (Лига А)
Чемпионат 2024/25 в Эредивизионе проводился в три этапа — два групповых и плей-офф. На 1-й групповой стадии 9 команд играли в два круга. На 2-м этапе лучшая четвёрка провела двухкруговой турнир с учётом бонусов, полученных за места на 1-м этапе (1-е место — 3 очка, 2-е — 2, 3-е — 1). По подобной системе на 2-м этапе играли и остальные 5 команд. 6 лучших вышли в плей-офф (1-я и 2-я команды непосредственно в полуфинал, 3-я и 4-я из основной группы и две лучшие из утешительной — в четвертьфинал) и по системе с выбыванием определили финалистов, которые разыграли первенство. Серии матчей плей-офф проводились до двух (четвертьфинал и полуфинал) и до трёх (финал) побед одного из соперников.
За победы со счётом 3:0 и 3:1 команды получают 3 очка, 3:2 — 2 очка, за поражение со счётом 2:3 — 1 очко, 0:3 и 1:3 — 0 очков.
В чемпионате 2024/25 в Эредивизионе выступали 9 команд: «Слидрехт Спорт» (Слидрехт), «Фрисо» (Снек), «Драйсма-Динамо» (Апелдорн), «Виссер-Судоса-Десто» (Ассен), «Аполло-8» (Борне), «Мердерворт» (Утрехт), «Зволле», «Пелпус» (Мейел), «Сомас-Активия» (Синт-Антонис). Чемпионский титул в 3-й раз подряд выиграл «Фрисо», победивший в финальной серии «Слидрехт Спорт» 3-1 (3:2, 3:0, 0:3, 3:0). 3-е место заняла «Драйсма-Динамо».

## Призёры
| Сезон     | 1-е место                                         | 2-е место                                         | 3-е место                                         |
| --------- | ------------------------------------------------- | ------------------------------------------------- | ------------------------------------------------- |
| 1947/48   | АМВЙ Амстердам                                    |                                                   |                                                   |
| 1948/49   | «Селебес Ден Хааг» Гаага                          |                                                   |                                                   |
| 1949/50   | «Гравенхаге» Утрехт                               |                                                   |                                                   |
| 1950/51   | «Бумеранг» Амстердам                              |                                                   |                                                   |
| 1951/52   | «Бумеранг» Амстердам                              |                                                   |                                                   |
| 1952/53   | «Бумеранг» Амстердам                              |                                                   |                                                   |
| 1953/54   | «Бумеранг» Амстердам                              |                                                   |                                                   |
| 1954/55   | «Селебес Ден Хааг» Гаага                          |                                                   |                                                   |
| 1955/56   | «Селебес Ден Хааг» Гаага                          |                                                   |                                                   |
| 1956/57   | «Бумеранг» Амстердам                              |                                                   |                                                   |
| 1957/58   | «Селебес Ден Хааг» Гаага                          |                                                   |                                                   |
| 1958/59   | «Селебес Ден Хааг» Гаага                          |                                                   |                                                   |
| 1959/60   | «Роттердам»                                       |                                                   |                                                   |
| 1960/61   | «Бумеранг» Амстердам                              |                                                   |                                                   |
| 1961/62   | «Бумеранг» Амстердам                              |                                                   |                                                   |
| 1962/63   | «Бумеранг» Амстердам                              |                                                   |                                                   |
| 1963/64   | «Селебес Ден Хааг» Гаага                          |                                                   |                                                   |
| 1964/65   | «Селебес Ден Хааг» Гаага                          |                                                   |                                                   |
| 1965/66   | «Селебес Ден Хааг» Гаага                          |                                                   |                                                   |
| 1966/67   | «Селебес Ден Хааг» Гаага                          |                                                   |                                                   |
| 1967/68   | «Валбовол» Вурден                                 |                                                   |                                                   |
| 1968/69   | «Хааг’68» Гаага                                   |                                                   |                                                   |
| 1969/70   | «Беккервелд» Херлен                               |                                                   |                                                   |
| 1970/71   | «Беккервелд» Херлен                               |                                                   |                                                   |
| 1971/72   | «Хааг’68» Гаага                                   | «Беккервелд» Херлен                               |                                                   |
| 1972/73   | «Ван Хутен» Херлен                                | «Хааг’68» Гаага                                   |                                                   |
| 1973/74   | «Ван Хутен» Херлен                                |                                                   |                                                   |
| 1974/75   | «Ван Хутен» Херлен                                |                                                   |                                                   |
| 1975/76   | «Ван Хутен» Херлен                                | «Чикопи» Катвейк                                  |                                                   |
| 1976/77   | «Ван Хутен» Херлен                                |                                                   |                                                   |
| 1977/78   | «Ван Хутен» Херлен                                |                                                   |                                                   |
| 1978/79   | «Принс» Доккюм                                    | «Корбуло» Ворбург                                 |                                                   |
| 1979/80   | «Принс» Доккюм                                    | «Ван Хутен» Херлен                                |                                                   |
| 1980/81   | «Принс» Доккюм                                    | «Старлифт» Ворбург                                | «Орион» Дутинхем                                  |
| 1981/82   | «Принс» Доккюм                                    |                                                   | АМВЙ Амстелвен                                    |
| 1982/83   | «Доккюм»                                          | «Ван Хутен» Херлен                                | «Орион» Дутинхем                                  |
| 1983/84   | «Орион» Дутинхем                                  | «Доккюм»                                          | «Гевамей» Вюгт                                    |
| 1984/85   | «Олимпус» Снек                                    | «Орион» Дутинхем                                  | АМВЙ Амстелвен                                    |
| 1985/86   | «Олимпус» Снек                                    | «Орион» Дутинхем                                  | АМВЙ Амстелвен                                    |
| 1986/87   | «Аверо-Олимпус» Снек                              | «Ауд-Бейерланд»                                   | «Гевамей» Вюгт                                    |
| 1987/88   | «Аверо-Олимпус» Снек                              | «Лонга’59» Лихтенворде                            | «Ауд-Бейерланд»                                   |
| 1988/89   | «Аверо-Олимпус» Снек                              | АМВЙ Амстелвен                                    | «Лонга’59» Лихтенворде                            |
| 1989/90   | «Аверо-Олимпус» Снек                              | «Схиппер-Мартинус» Амстелвен                      |                                                   |
| 1990/91   | «Аверо-Олимпус» Снек                              | «Схиппер-Мартинус» Амстелвен                      | АМВЙ Амстелвен                                    |
| 1991/92   | «Аверо-Олимпус» Снек                              | «Схиппер-Мартинус» Амстелвен                      | «Бондюэль» Вюгт                                   |
| 1992/93   | «Бондюэль» Вюгт                                   | «Аверо-Олимпус» Снек                              | «Волко» Оммен                                     |
| 1993/94   | «Волко» Оммен                                     | «Бондюэль» Вюгт                                   | «Схиппер-Мартинус» Амстелвен                      |
| 1994/95   | АМВЙ Амстелвен                                    | «Бондюэль» Вюгт                                   | «Схиппер-Мартинус» Амстелвен                      |
| 1995/96   | «Бондюэль» Вюгт                                   | АМВЙ Амстелвен                                    | «Волко» Оммен                                     |
| 1996/97   | «Бондюэль» Вюгт                                   | «Волко» Оммен                                     | «Арке-Поллукс» Олдензал                           |
| 1997/98   | «Арке-Поллукс» Олдензал                           | АМВЙ Амстелвен                                    | «Верт»                                            |
| 1998/99   | «Арке-Поллукс» Олдензал                           | «Схиппер-Мартинус» Амстелвен                      | «Верт»                                            |
| 1999/2000 | «Верт»                                            | «Арке-Поллукс» Олдензал                           | «Волко» Оммен                                     |
| 2000/01   | «Арке-Поллукс» Олдензал                           | АМВЙ Амстелвен                                    | «Верт»                                            |
| 2001/02   | «Арке-Поллукс» Олдензал                           | «Верт»                                            | «Волко» Оммен                                     |
| 2002/03   | «Арке-Поллукс» Олдензал                           | «Волко» Оммен                                     | «Слидрехт Спорт» Слидрехт                         |
| 2003/04   | «Лонга’59» Лихтенворде                            | «Верт»                                            | «Арке-Поллукс» Олдензал                           |
| 2004/05   | «Лонга’59» Лихтенворде                            | «Мартинус» Амстелвен                              | «Арке-Поллукс» Олдензал                           |
| 2005/06   | ТВК Амстелвен                                     | «Лонга’59» Лихтенворде                            | АМВЙ Амстелвен                                    |
| 2006/07   | «ДЕЛА Мартинус» Амстелвен                         | «Лонга’59» Лихтенворде                            | АМВЙ Амстелвен                                    |
| 2007/08   | «ДЕЛА Мартинус» Амстелвен                         | АМВЙ Амстелвен                                    | «Слидрехт Спорт» Слидрехт                         |
| 2008/09   | «ДЕЛА Мартинус» Амстелвен                         | АМВЙ Амстелвен                                    | «Верт»                                            |
| 2009/10   | ТВК Амстелвен                                     | «Верт»                                            | «Хётинк-Поллукс» Олдензал                         |
| 2010/11   | «Верт»                                            | «Хётинк-Поллукс» Олдензал                         | ТВК Амстелвен                                     |
| 2011/12   | «Слидрехт Спорт» Слидрехт                         | «Снек»                                            | «Верт»                                            |
| 2012/13   | «Слидрехт Спорт» Слидрехт                         | «Верт»                                            | «Эйроспед» Алмело                                 |
| 2013/14   | «Алтерно» Апелдорн                                | «Слидрехт Спорт» Слидрехт                         | «Пелпус» Мейел                                    |
| 2014/15   | «Снек»                                            | «Колен-Алтерно» Апелдорн                          | «Слидрехт Спорт» Слидрехт                         |
| 2015/16   | «Снек»                                            | «Отмарсюм»                                        | «Слидрехт Спорт» Слидрехт                         |
| 2016/17   | «Слидрехт Спорт» Слидрехт                         | «Снек»                                            | «Отмарсюм»                                        |
| 2017/18   | «Слидрехт Спорт» Слидрехт                         | «Колен-Алтерно» Апелдорн                          | «Регио-Зволле» Зволле                             |
| 2018/19   | «Слидрехт Спорт» Слидрехт                         | «Снек»                                            | «Отмарсюм»                                        |
| 2019/20   | Из-за пандемии COVID-19 чемпионат не был завершён | Из-за пандемии COVID-19 чемпионат не был завершён | Из-за пандемии COVID-19 чемпионат не был завершён |
| 2020/21   | «Слидрехт Спорт» Слидрехт                         | «Аполло’8» Борне                                  | «Фрисо» Снек                                      |
| 2021/22   | «Слидрехт Спорт» Слидрехт                         | «Аполло’8» Борне                                  | «Фрисо» Снек                                      |
| 2022/23   | «Фрисо» Снек                                      | «Утрехт»                                          | «Регио-Зволле» Зволле                             |
| 2023/24   | «Фрисо» Снек                                      | «Утрехт»                                          | «Аполло-8» Борне                                  |
| 2024/25   | «Фрисо» Снек                                      | «Слидрехт Спорт» Слидрехт                         | «Драйсма-Динамо» Апелдорн                         |